# 日枝神社 (松戸市和名ヶ谷)
日枝神社（ひえじんじゃ）は、千葉県松戸市和名ヶ谷にある神社。

## 祭神
- 大山咋神

## 歴史
古くは山王権現社として天正19年（1591年）11月及び慶安元年（1648年）10月の朱印状を伝える。明治元年（1868年）に日枝神社に改称し、大正2年（1913年）4月に村社に指定された。

## 文化財

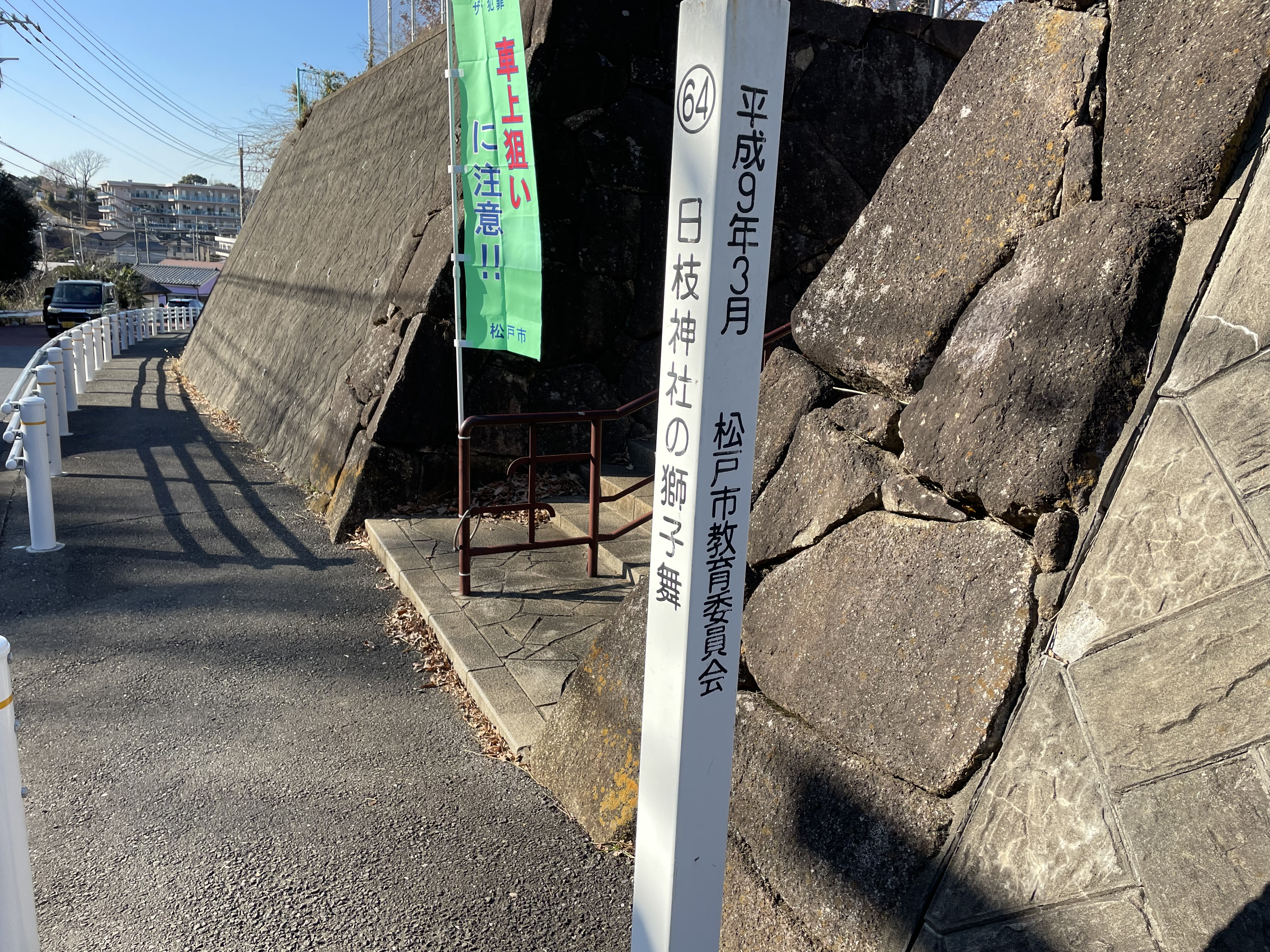
「日枝神社の獅子舞」標柱

### 無形民俗文化財（市指定）
- 松戸の三匹獅子舞

松戸市内大橋・和名ヶ谷・上本郷の3地区に伝わる獅子舞のひとつで、市内では最も古いものとされる。。

## 境内

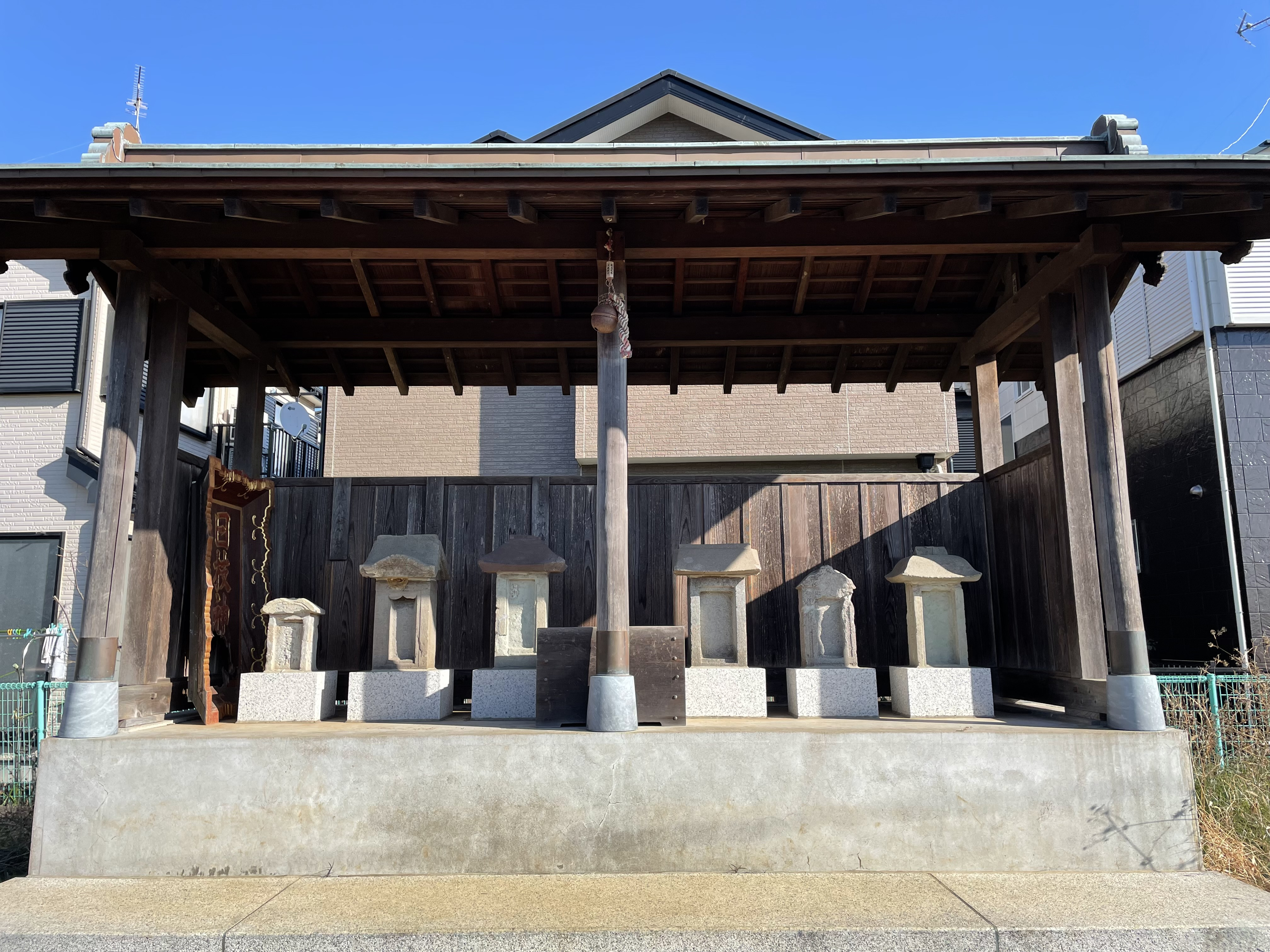
石祠群の堂宇

参道途中に成田山不動尊の小堂、道祖神・疱瘡子白玉姫尊・子安大明神・琴平大神・鹿島大神・胡録天神等の石祠を祀る堂宇がある。

## 交通アクセス
- 京成バス「和名ヶ谷中台」バス停より徒歩約4分